# 조토역 (오카야마현)
조토역(일본어: 上道駅 죠우토우에키[*])은 일본 오카야마현 오카야마시 히가시구에 위치한 서일본 여객철도 소속 철도역이며, 산요 본선의 정차역이다.

## 역 구조 및 승강장
상대식 승강장 구조의 2면 2선이며, 지상역 구조이다. 분기 혹은 신호기 역할을 하며, 정류소로 분류된다. 남쪽 양방향으로부터 출입이 가능하며, 개찰구는 1개밖에 없다. 플랫폼은 넓지 않은 편이다.
| 플랫폼 | 노선       | 방향   | 행선지                          |
| ------ | ---------- | ------ | ------------------------------- |
| 1      | ■산요 본선 | 상행선 | 와케・히메지 방면               |
| 2      | ■산요 본선 | 하행선 | 오카야마 · 후쿠야마 · 니미 방면 |

## 인접 역
| 서일본 여객철도 산요 본선 | 서일본 여객철도 산요 본선 | 서일본 여객철도 산요 본선 |
| ------------------------- | ------------------------- | ------------------------- |
| 세토 고베 방면            | ■ 산요 본선               | 히가시오카야마 모지 방면  |